# Bariumfluorid
Bariumfluorid (BaF2) är ett salt med barium som katjon och fluor som anjon.
Bariumfluorid är ett färglöst kristallint fast ämne, som i naturen förekommer i det sällsynta mineralet frankdicksonit.